# چابا هگدوش
چابا هگدوش (انگلیسی: Csaba Hegedűs؛ زادهٔ ۶ سپتامبر ۱۹۴۸) کشتی‌گیر اهل مجارستان بود.
وی در مسابقات کشوری و بین‌المللی در مجموع برندهٔ ۴ مدال طلا شده‌است.